# Trimurti
Trimurti (sans. त्रिमूर्ति trimūrti) je sanskrtski izraz, ki pomeni trojna podoba.
V hinduizmu Trimurti predstavljajo tako imenovano božjo trojico, ki jo sestavljajo Brahma, Višnu in Šiva, obenem pa poosebitev treh aspektov ponavljajočih se stvarjenja, ohranjanja in uničenja sveta. Njihove partnerke Sarasvati, Lakšmi in Durga obstajajo v Enem in Eno je v njih.
Trimurti je upodobljen kot telo s tremi glavami in različnimi naglavnimi pokrivali.